# 理查德·罗蒂
理查德·麦凯·罗蒂 （英語：Richard McKay Rorty，1931年10月4日—2007年6月8日）是一位美国哲学家。他在大学的哲学、人文和文学系拥有漫长且多样的执教生涯。复杂的学术背景使他对分析哲学的传统有着全面细致的理解；而在后期，他抛弃了此一传统。

## 主要著作
- 《哲學和自然之鏡（英语：Philosophy and the Mirror of Nature）》（1979）
- 《偶然、反諷與團結：一個實用主義者的政治想像（英语：Contingency, Irony, and Solidarity）》（1989）
- 《築就我們的國家：20世紀美國左派思想（英语：Achieving Our Country）》（1998）